# Trevor Bolder
Trevor Bolder (Kingston upon Hull, 9 giugno 1950 – Londra, 21 maggio 2013) è stato un bassista britannico.
È noto soprattutto per la sua lunga militanza nella progressive rock band inglese degli Uriah Heep e per aver suonato con David Bowie come membro degli Spiders from Mars.

## Biografia
Dopo essersi esibito localmente dalla metà degli anni sessanta, nel 1971 entrò nella band di David Bowie, The Spiders from Mars, nella quale rimase per alcuni anni sino al 1974, partecipando alle incisioni dei primi dischi.
Nel 1976 entrò negli Uriah Heep fino al 1981 quando il gruppo si sciolse. A quel punto, Bolder accetta l'offerta dei Wishbone Ash e nel 1982 realizzò con loro l'album Twin Barrels Burning. Nel 1983 ritornò negli Uriah Heep, rimanendo fino a pochi mesi prima della sua scomparsa, avvenuta nel maggio 2013 all'età di 62 anni a seguito di un tumore al pancreas.

## Discografia

### Con David Bowie
- 1971 - Hunky Dory
- 1972 - The Rise And Fall Of Ziggy Stardust And The Spiders From Mars
- 1973 - Aladdin Sane
- 1973 - Pin-Ups
- 1983 - Ziggy Stardust Live 1973 (The Motion Picture)
- 1994 - Santa Monica '72 (materiali del 1972)

### Con gli Uriah Heep

#### Album in studio
- 1977 - Firefly
- 1977 - Innocent Victim
- 1978 - Fallen Angel
- 1980 - Conquest
- 1985 - Equator
- 1989 - Raging Silence
- 1991 - Different World
- 1995 - Sea of Light
- 1998 - Sonic Origami
- 2008 - Wake the Sleeper
- 2011 - Into the Wild

#### Live
- 1986 - Live in Europe 1979
- 1988 - Live in Moscow
- 1996 - Spellbinder Live
- 1999 - Spellbinder
- 2000 - Future Echoes of the Past
- 2001 - Acoustically Driven
- 2001 - Electrically Driven
- 2002 - The Magician's Birthday Party
- 2003 - Live in the USA
- 2004 - Magic Night

### Con Ken Hensley
- 1980 - Free Spirit
- 1994 - From Time to Time

### Con i Wishbone Ash
- 1982 - Twin Barrels Burning

### Con Andy Bown
- 2011 - Unfinished Business

### Con la Trevor Bolder Band
- 2020 - Sail the Rivers